# Радослав Груич
Радослав Груич е сръбски православен свещеник и историк основно на Сръбската православна църква.

## Биография
Учи в родния си Земун, след което завършва семинарията в Сремски Карловци през 1899 г. След завършване на семинарията е ръкоположен за свещеник и е послушник в храма „Света Троица“ в Земун.
По-късно, след полагане на допълнителни изпити, е назначен за преподавател по катехизис в гимназията в Беловар от 1904 г., където преподава до 1914 г. През това време завършва право във Виенския университет (1908). Автор е на „Апология на сръбския народ в Хърватия и Славония с неговите главни бележки“ от 1909 г.
Следва и философски науки в Загреб, откъдето се дипломира през 1911 г. Защитава докторска дисертация в Загребския университет (1919).
В периода между световните войни се занимава главно с преподавателска и научна дейност, като преподава в белградската гимназия „Свети Сава“ от 1920 г.
От 1920 г. е професор по естествена история във Философския факултет на Скопския университет. Радослав Груич пренася през 1927 г. костите на цар Стефан Душан от Призренско в белградската църква „Свети Марко“. Декан е 2 пъти на Философския факултет на Скопския университет (1930-1933 и 1935-1937), който период е и най-плодотворният му откъм преподавателска и научна дейност. Основател е на Скопското научно дрежество, което председателства в годините 1921-1937. От 1925 г. е основен организатор на излизащия „Гласник на Скопското научно дружество“, основател е на Музея на Южна Сърбия в Скопие, който оглавява в периода 1921-1937 г.
По покана на църковните власти през 1937 г. се мести в Белград, където е професор по история на Сръбската православна църква в Богословския факултет в Белградския университет. Заема се в Белград с автентичната възстановка на конака на княгиня Любица. Член-кореспондент на Сръбската академия на науките и изкуствата от 1939 г. Редовен член на Матица сръбска, Матица хърватска и Матица словенска, както и почетен член на Студентското историческо дружество в Белград, сътрудник на Сръбското географско дружество и на Югославското историческо дружество в Белград.
По време на Втората световна война Груич е зает с подпомагане на сръбските бежанци от Независимата хърватска държава и с опазване паметниците на Сръбската православна църква на територията на НХД. През 1942 г. лично мести мощите на княз Лазар и цар Стефан Урош от Фрушкогорските манастири (които са на територията на НХД) в катедралния храм на СПЦ в Белград. След края на войната работи върху идентифицирането и реставрацията на предмети на изкуството на територията на бившата НХД и от тамошните сръбски църкви и манастири.
На 3 април 1945 г. т. нар. Съд на честта на Университета в Белград налага голяма глоба на проф. Груич заради колаборационизъм с правителствата на ген. Милан Недич. През септември същата година е лишен от югославско гражданство и заличен от списъка на почетните граждани на Белград. След войната работи като реставратор в Музея на Сръбската православна църква и архивар в Патриаршеската библиотека, където продължава работата си по сръбската църковна история.
Умира на 77-годишна възраст на хърватския о-в Хвар на 1 юни 1955 г. и е погребан в новото гробище на Белград. Тленните му останки, заедно с тези на съпругата му Милица, са препогребани съгласно волята му на 11 ноември 1992 г. във фрушкогорски манастир, основан през 1471 г. от деспот Вук Бранкович - син на ослепения наследник Григор Бранкович на Моравската деспотия.
Радослав Груич е автор на близо 270 научни и други публикации най-вече из областта на историята на православната църква, духовния живот във Войводина, и историята на Печката патриаршия.